# 甲州八珍果

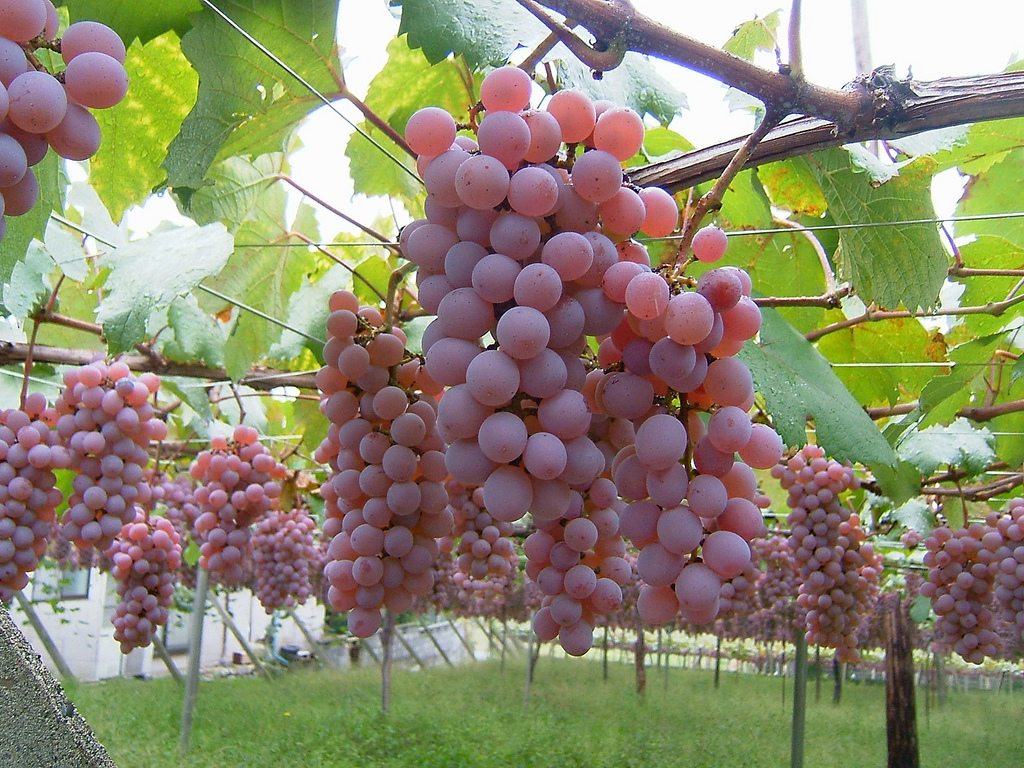
ブドウ（甲州市）

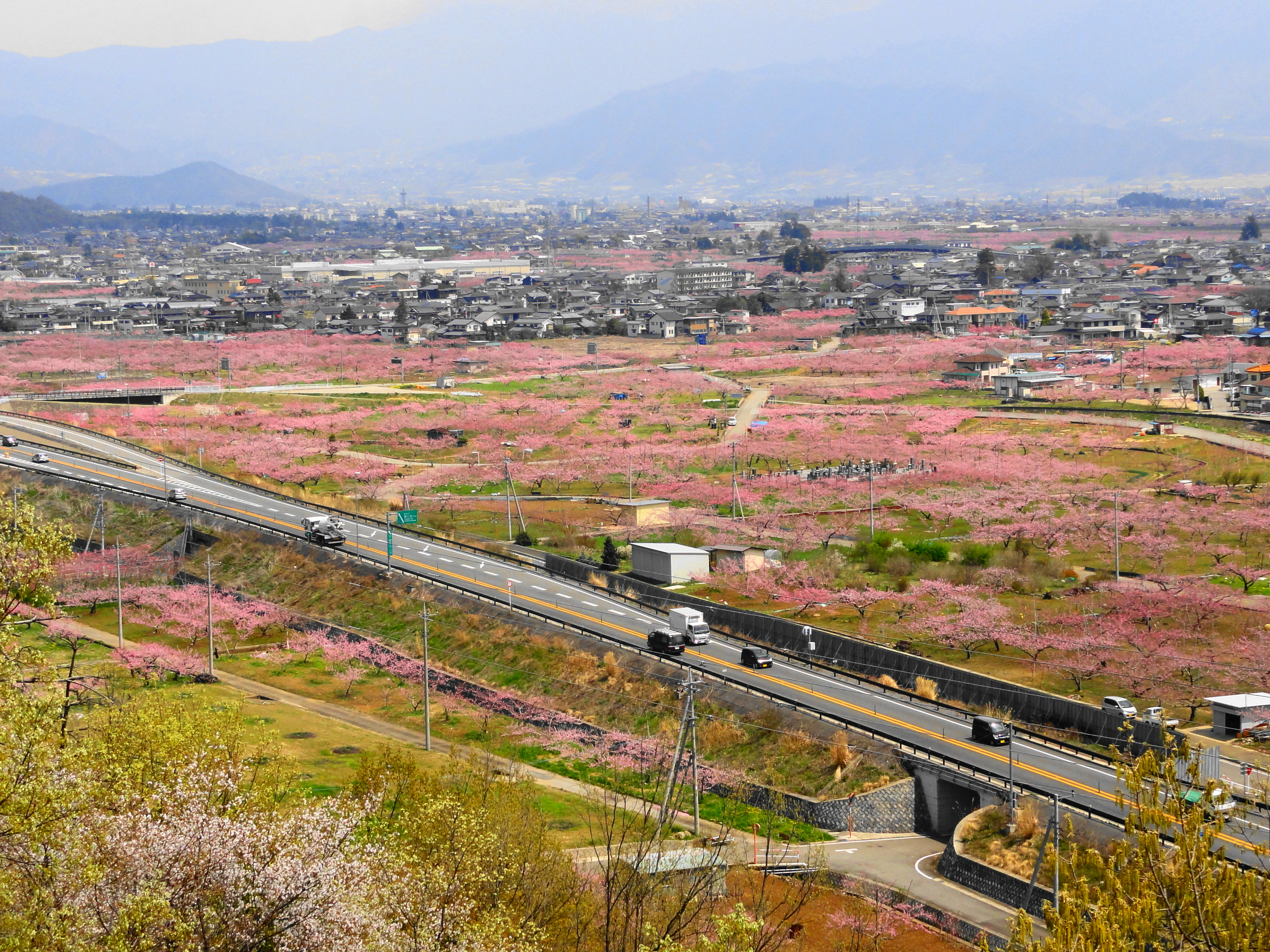
桃畑（笛吹市）

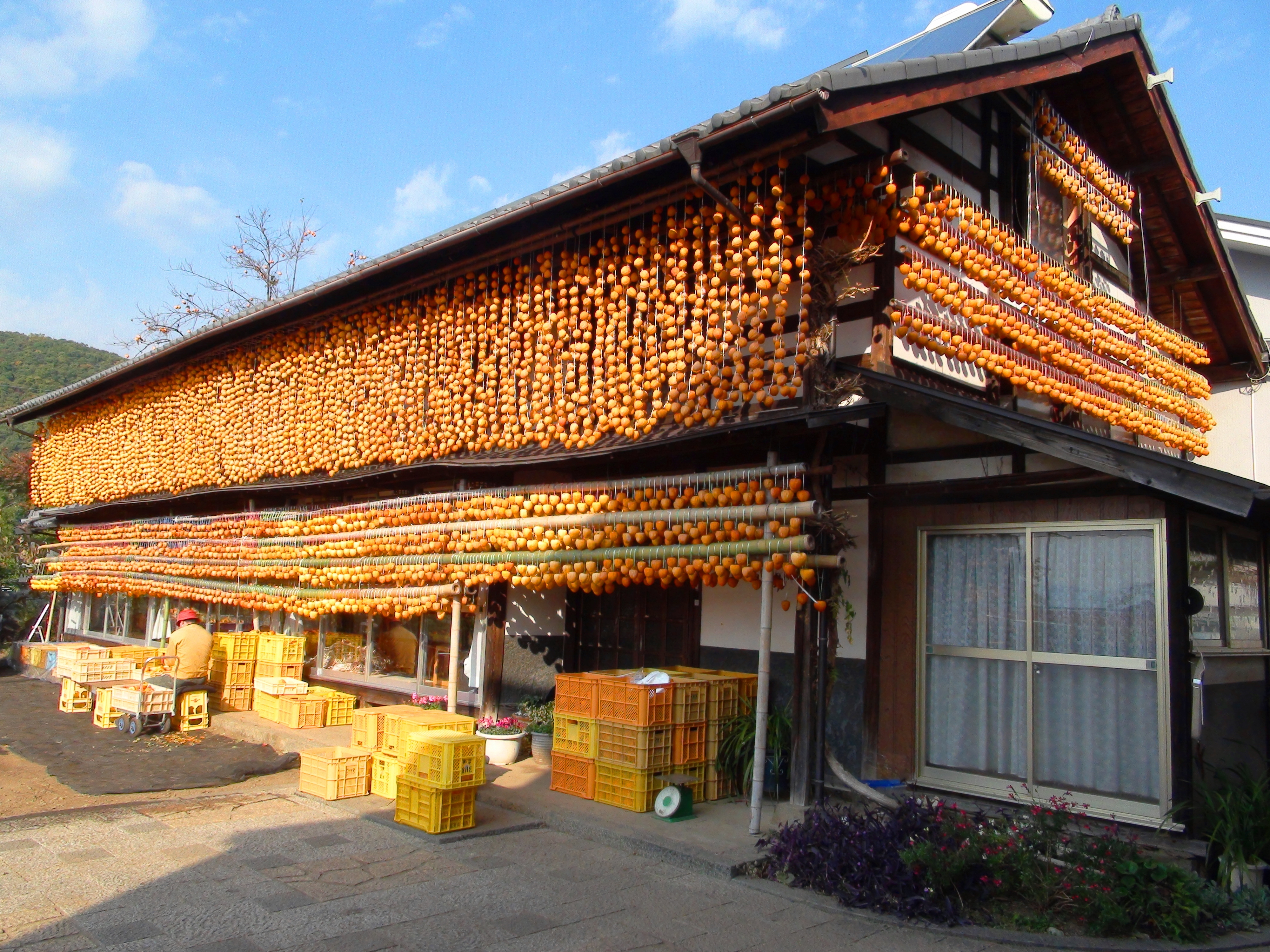
民家の軒先に吊るされたカキ（甲州市）

甲州八珍果（こうしゅうはっちんか）または甲斐八珍果（かいはっちんか、かいはちちんか）は、江戸時代に甲斐国（甲州、後の山梨県）で生産されていた代表的な8つの果物の総称である。すなわち、ブドウ・ナシ・モモ・カキ・クリ・リンゴ・ザクロ・クルミまたはギンナンの8種類を指す。山梨県は「フルーツ王国」を自称しているが、「甲州八珍果」という言葉の存在は古くから山梨県が果樹栽培の盛んな地域であったことを伝えるものである。

## 山梨と果物
山梨県の県土に占める耕地面積の割合は5.9%にすぎないが、果樹栽培が盛んであるため土地生産性は3,217千円/ha（2001年）と日本全国的に見ても高い。また山梨県の農業生産額に占める果実の割合は58%（2003年）に達し、果物が山梨県の農業を支える基幹作物になっている。ただし1925年（大正14年）の農産物価格構成比をみると果実が占める割合は2.9%にすぎず、日本全体の平均値の2.0%と大差なく、当時の基幹農産物はイネとカイコであった。果物栽培が山梨県の農業の中核を担うようになるのは、日本住血吸虫対策や養蚕不況に伴う果樹への切り替えが起こる1960年代以降のことである。当時の交通網の整備によって京浜の市場との結びつきが強化されたことと日本国民の消費生活の向上が重なったことで果物需要が伸び、レジャーブーム到来による果樹園の観光農園化も手伝って、山梨県の果樹生産は大きく成長したのであった。
県は「フルーツ王国」を自称しており、ブドウ・モモ・スモモは栽培面積・生産量ともに日本一である。果物栽培が発達した背景として、釜無川・笛吹川・桂川に沿った細長い平地を除いて傾斜地が多く、800 mの標高差を伴う複雑な地形であること、降水量が少なく、日照時間が長く、昼夜の寒暖差が大きいという地形・気候条件が挙げられる。また四方を高い山々に囲まれているため季節風の影響を受けづらく、大気は乾燥がちである。土壌は沖積層・洪積層に覆われ、肥沃である。
奈良時代には既にクルミを献上したことが木簡に記され、平安時代の『延喜式』にナシが甲斐国の名産品であると書かれているように、果物栽培の長い歴史を持ちその種類も豊富で、献上品として珍重されてきた。ただし落葉果樹が中心で、柑橘類の栽培は行われなかった。
江戸時代になると、甲斐国の経済発展に果物が役立つと目されたことに加え、甲斐国が甲州街道の整備によって江戸の市場と結合したことから、商品作物として果物の栽培が盛んになった。甲州八珍果の中ではブドウ・ナシ・カキが江戸幕府への献上品として珍重された。こうした中で正徳（1711年 - 1716年）の検地でブドウへの課税方法がブドウの木単位からブドウ畑の反別に変化し、重要な課税対象と見なされたことが窺える。一方でナシへの課税は、江戸時代を通じてナシの木1本ごとに行われた。生の果実だけでなく、柿渋・ひめくるみ・ぶどうづけなどの加工品や、月の雫・源氏くるみなどの銘菓の生産も行われた。
山梨市の加納岩病院（現・加納岩総合病院）は、1971年（昭和46年）に果樹地帯ならではの産婦人科学的疾患について論文を発表している。同論文によれば、新たに開発されたジベレリン処理の作業が注意力・持続力が必要なことから女性の方がむいており、他の農作業にも男性労働力の不足で女性が従事するようになったと記されている。その結果、農家の女性は非農家の女性と比べて下肢静脈瘤を患う人が多く、農繁期に未熟児の出生率が高く、農薬を吸入することによる一次不妊が考えられるという。

## 提唱者
甲州八珍果がいつ頃、誰によって選定されたのかは明らかでなく、諸説ある。例えば浅野長政、柳沢吉保、小島蕉園が提唱したという説がある。この3人はいずれも果樹の増産を奨励し、甲斐国内の産業強化を図ったと伝えられる。

## 八珍果各論

### ブドウ
ブドウは甲州八珍果の中で最も有名な果物で、江戸時代の『本朝食鑑』ではブドウ産地として第一に甲州を挙げている。山梨県のブドウ栽培の始まりは、文治2年（1186年）に雨宮勘解由（あめみやかげゆ）が自生している甲州種を発見し持ち帰って栽培したという説と、行基が養老2年（718年）に導入したという説の2つがある。
慶長6年（1601年）の検地帳によれば勝沼村・上岩崎村・下岩崎村・菱山村（いずれも現・甲州市）のブドウの木の本数は164本で、元和年間（1615年 - 1623年）に永田徳本が現代まで続くぶどう棚による栽培法を考案したことから、正徳6年（1716年）には3,000本まで増加した。（当時の甲斐国でブドウ栽培が行われていたのはこの4村のみである。）しかし享保9年（1724年）のある村の農家の年収は蚕繭が100両であったのに対して、ブドウは30両とそれほど重要な収入源にはなっておらず、市場への輸送事情に左右されるなどやや安定性を欠いた作物であった。とは言え「勝沼や 馬子も葡萄を 喰いながら」という句が詠まれるなど、ブドウが甲州名産として名高かったことは確かである。（この句の詠み手は松尾芭蕉とも、松木蓮之ともされる。）ほかにも『甲斐国志』は古童謡として「甲州みやげに 何もろた 郡内しま絹 ほしぶどう」を掲載している。
江戸時代のブドウの出荷先は主に江戸・神田の水菓子問屋であり、一部は甲府の町へ送られ、青梨・柿と一緒に出荷された。このほか勝沼宿や近隣の街道沿いでは、ぶどう棚の前に小店を開いて旅人に販売する直売も行われ、宝永3年（1706年）に勝沼宿を訪れた荻生徂徠は僕従たちがぶどう棚へブドウを買い求めに行く様を『峡中紀行』に書き留めている。
ブドウ栽培が伸びるのは明治維新以降であり、ブドウから取れる酒石酸が軍事利用できたことから第二次世界大戦中も栽培が続けられた。大正時代には峡東で最も栽培が盛んで、峡中がこれに次ぎ、その他の地域ではほとんど栽培されていなかったが、1960年代半ば以降に急成長した峡西の南アルプス市でも生産が盛んになっている。ブドウ畑の面積は1955年（昭和30年）から1957年（昭和32年）に倍増するが、これはジベレリン処理による種なしブドウが生まれたことと新笹子トンネルが開通したことが影響している。

### ナシ
ナシは県名に入っており、「ヤマナシが多く獲れたことから山梨県と命名された」という説があるほどであるが、現代の生産量はそれほど多くない。それでも日本で流通する和梨の原種とされるニホンヤマナシの木が大月市のJR猿橋駅前に現存し、甲府市で幸水・豊水などの和梨、富士川町でラ・フランスなどの洋梨の栽培が行われている。また文化15年（1818年）刊行の『草木育種』にナシの特産地として相模国・下総国と並んで甲斐国が挙げられるなど、栽培史は長く、江戸時代にはブドウやカキと一緒に江戸・神田や甲府へ出荷されていた。

### モモ
モモは『嘉永叢記』に「南田中に桃樹多し 其子最甘して名産なり」という記述があることから嘉永年間（1848年 - 1853年）以前には栽培が始まり特産品として認知されていたことが窺える。しかし田中桃の栽培は1880年（明治13年）の記録にはないことから途絶えたとみられ、今に続く栽培の歴史は1900年（明治33年）に西野村（現・南アルプス市）で岡山県からモモを導入したのが始まりである。栽培が盛んになったのは昭和初期で、昭和恐慌に伴う深刻な養蚕不況の結果、カイコからモモへと転換する農家が増えた。
第二次世界大戦中は食糧増産のためにモモの木が伐採されてしまうが、戦後は新たな植樹や転作により生産量を伸ばし、特にブドウよりも資本投下が少なく結実が早いことから栽培面積が拡大した。栽培面積は1964年（昭和39年）にブドウを上回り、1967年（昭和42年）には桑園を抜き主要果樹となったがその後伸びが鈍化し、1978年（昭和53年）に首位をブドウに奪い返された。主な産地は笛吹市・山梨市・甲州市である。

### カキ
現代の山梨県はカキの主産地ではないが、笛吹市や山梨市で栽培が行われている。特に笛吹市石和町広瀬は皇室に献上してきた歴史があり、高級甘柿の産地となっている。甲州市は甲州百目柿や大和百目柿などの渋柿産地であり、転がしながら丁寧に乾燥させる干し柿「枯露柿」（ころ柿）を作っている。
武田信玄の時代には陣中食として干し柿が奨励されたという。江戸時代にはブドウや青梨と一緒に江戸・神田や甲府へ出荷されていた。大正時代には生の柿は峡北・峡南、干し柿は峡東・峡西で栽培が盛んで、民家の軒先で干し柿を作るのが一般的であり、釜無川の河原を干し場にする地域もあった。

### クリ
山梨県に限らず日本のクリ栽培は小規模かつ自給用が多く、山村地域の過疎化、日本国外からの安価な輸入品の流入で生産量は減少傾向にある。県内の産地は峡南と峡北で、標高差や品種の差により、8月中旬から10月中旬の長期にわたり収穫期となる。